# Оо (река)
Оо или Ата — река в России, протекает по Турочакскому району Республики Алтай. Устье реки находится в 92 км по правому берегу Лебеди западнее села Суранаш. Длина реки — 28 км.

## Данные водного реестра
По данным государственного водного реестра России относится к Верхнеобскому бассейновому округу, водохозяйственный участок реки — Бия, речной подбассейн реки — Бия и Катунь. Речной бассейн реки — (Верхняя) Обь до впадения Иртыша.
Код объекта в государственном водном реестре — 13010100212115100000618.